# یوخاری آران
یوخاری آران (به لاتین: Yuxarı Aran، معروف به کومسومول Komsomol تا ۲۷ دسامبر ۱۹۹۲) یک منطقه مسکونی در جمهوری آذربایجان است که در شهرستان بیلقان واقع شده‌است. یوخاری آران ۱۶۲۳ نفر جمعیت دارد.